# John B. West

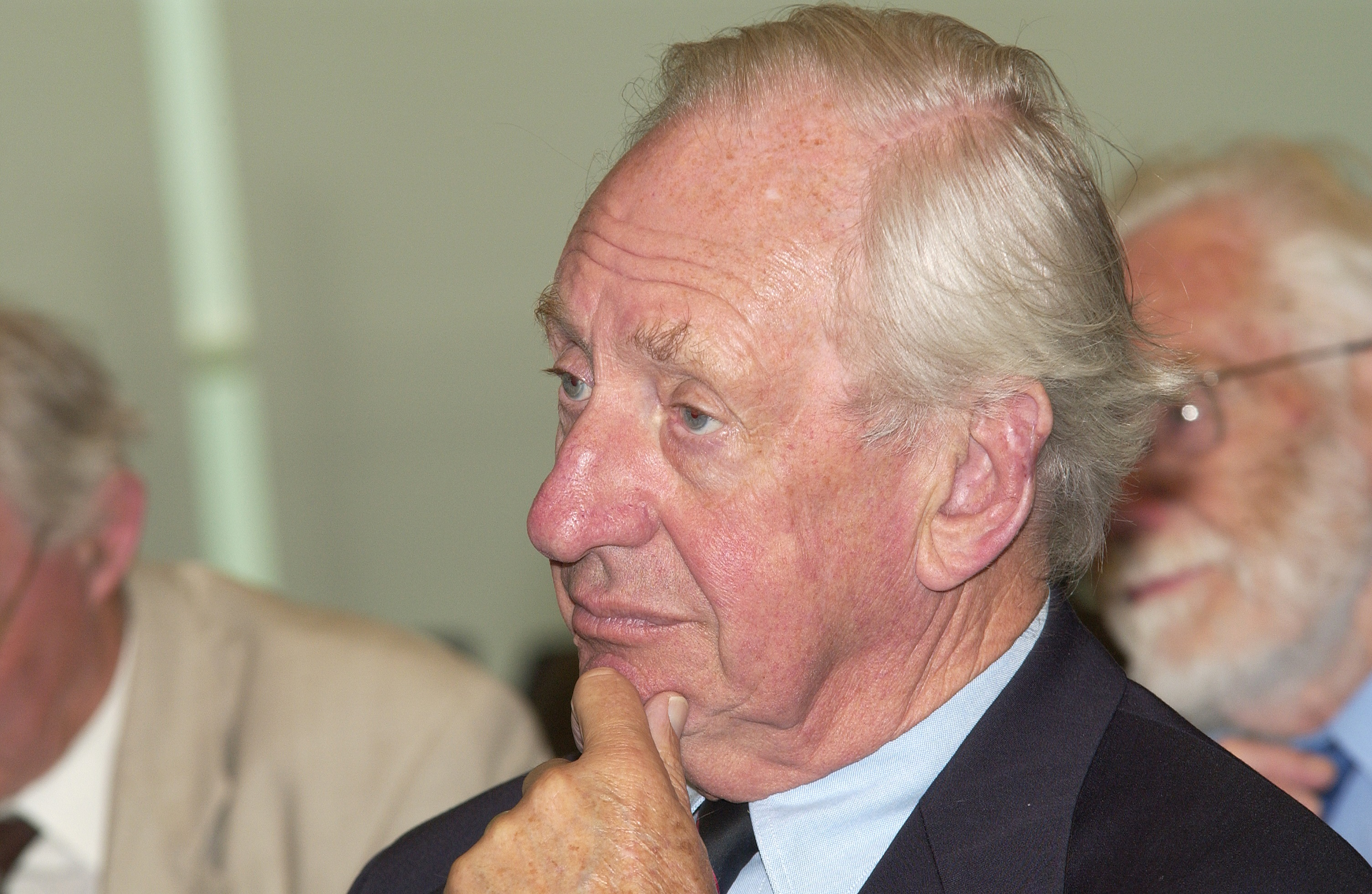
John B. West

John Burnard West (* 1928 in Adelaide) ist ein australisch-US-amerikanischer Physiologe, der sich insbesondere mit der Lungenfunktion befasst.

## Leben
West erhielt 1952 seinen Abschluss in Medizin (M. B. B. S.) an der University of Adelaide, wo er 1959 promoviert wurde (M. D.) und seine Facharztausbildung begann (Internship). Danach ging er ans Hammersmith Hospital in London für seine Facharztausbildung (Residency), die er 1960 beendete. Dort war er Mitglied der Respiratory Research Group, die auf damals neuartige Geräte wie Zyklotron und Massenspektrometer in der Forschung zurückgreifen konnte. Im gleichen Jahr promovierte er an der Universität London (Ph. D.). 1961/62 war er als Post-Doktorand bei Hermann Rahn an der University of Buffalo und danach wieder in London als Leiter der Respiratory Research Group an der Postgraduate Medical School der Universität London. 1968 wurde er dort Reader. Nach einem Sabbatical-Aufenthalt am Ames Research Center der NASA in Moffett Field in Kalifornien 1968 wurde er 1969 Professor für Medizin und Physiologie an der University of California, San Diego.
Am Hammersmith Hospital in London untersuchte er mit Hilfe von in einem Zyklotron künstlich erzeugter Isotope (wie Sauerstoff-15) die lokalen Unterschiede von Blutfluss und Durchlüftung der Lunge. Er untersuchte das später auch mit einer von ihm und Peter Wagner entwickelten Technik (Multiple Inert Gas Elimination Technique) und in Computermodellen. Er befasste sich auch mit Auswirkungen der Schwerkraft auf die Lunge (und der Schwerelosigkeit) und physiologischen Veränderungen in großen Höhen: 1960/61 nahm er als Physiologe an einer Himalaya-Expedition von Edmund Hillary teil und  1981 leitete er die American Medical Research Expedition to Mount Everest (AMREE).
1977 erhielt er den Ernst Jung-Preis. 1980 erhielt er einen Doktorgrad (D. Sc.) der University of Adelaide. Seit 1994 ist er ausländisches Mitglied der Russischen Akademie der Wissenschaften. Zudem wurde er 2001 in die American Academy of Arts and Sciences gewählt.
1984/85 war er Präsident der American Physiological Society. Er hat die US-Staatsbürgerschaft.

## Schriften
- Breathing on the Roof of the World: Memoir of a Respiratory Physiologist, Springer 2017
- mit Michael P. Ward und J. S. Milledge: High altitude medicine and physiology. 2. Auflage. Chapman & Hall, 1995.
- Respiratory Physiology- the Essentials, Baltimore, Williams and Wilkins 1974, 2. Auflage 1980 (auch ins Französische, Spanische, Italienische, Portugiesische, Iranische, Niederländische, Malayische übersetzt)
- Pulmonary pathophysiology. The essentials. Williams & Wilkins, Baltimore 1979.